# 高元長
高元长（？—1285年），元朝女真人，高闹儿之子。
1259年，高元长袭父职，总领山前十路匠军。跟随忽必烈攻打南宋鄂州（今湖北武汉），回镇随州。至元二年（1265年），移镇季阳，至元五年（1268年），跟随阿术修立白河口、新城、鹿门山等处城堡，围攻宋朝樊城。至元七年（1270年），为季阳军马总管。至元十一年（1274年），跟随伯颜渡江攻宋，后进兵丁家洲，大败孙虎臣。在焦湖，击败宋将夏贵。又从征常州、杭州。宋恭帝降元，护送宋朝太后谢道清等至大都，以功升万户。至元二十一年（1284年），领兵二千，跟随脱欢征交趾。次年，率兵追袭交趾世子于海之三叉口，在交战中，中毒箭而死。其子高灭里干。